# Fritz Abplanalp
Fritz Abplanalp fue un escultor tallista de madera, nacido el año 1907 en Suiza y fallecido el año 1982 en Honolulu, Estados Unidos.

## Datos biográficos
Nacido en Suiza, a los 18 años de edad, después de completar un currículo de tres años en el tallado de madera, respondió a un anuncio para trabajar en el interior del Convento Episcopal de la Transfiguración en Glendale, Ohio . En 1935, fue reclutado por los grandes almacenes S. and G. Gump and Company para trasladarse a Hawái y producir recuerdos tallados a mano. Allí procedió al tallado de diferentes objetos de madera, recipientes de perfumes, pantallas, bandejas, lámparas y esculturas figurativas para vender en la tienda, y también produjo encargos especiales en madera para casas e interiores comerciales. En 1939, ganó el gran premio en la exposición de la Academia de Artes de Honolulu.
En 1942, con la guerra impidiendo el turismo en Hawái, se unió a las escuelas Kamehameha (del inglés: Kamehameha Schools) para enseñar a trabajar la madera y tallado. Se retiró de las Escuelas Kamehameha en 1968, y murió en 1982. La Academia de Artes de Honolulu conserva algunos trabajos de Fritz Abplanalp. 